# Diaphorocellus helveolus
Diaphorocellus helveolus är en spindelart som först beskrevs av Simon 1910.  Diaphorocellus helveolus ingår i släktet Diaphorocellus och familjen Palpimanidae.
Artens utbredningsområde är Botswana. Inga underarter finns listade i Catalogue of Life.